# Row, Row, Row Your Boat
"Row, Row, Row Your Boat" je angleška uspavanka, in popularna otroška pesem, ki jo pogosto pojejo v kanonu. Izvaja se jo tudi interaktivno, z neke vrste plesom, ko se pevci primejo za roke in zibljejo v ritmu pesmi. Melodijo pesmi je napisal Eliphalet Oram Lyte v publikaciji The Franklin Square Song Collection (1881, New York), kar namiguje tudi na to, da je avtor besedila:
Row, row, row your boat,
Gently down the stream.
Merrily, merrily, merrily, merrily,
Life is but a dream.

## Sporočilo
Besedilo je velikokrat uporabljeno kot prispodoba za težke življenjske odločitve - ladjica (boat) naj bi predstavljala posameznika ali skupino ljudi, veslanje je kot veščina, ki jo vaja pelje v popolnost, vendar tudi kot usmerjevalnik ladjice, kar bi lahko sporočalo, da si vsak kroji usodo. Ideja, da ladjica pluje po reki, je metafora za meje v odločitvah in lastni volji. Tretja vrstica predlaga, da se izzive sprejme s korakom naprej in z željo po sreči. Zadnja vrstica (življenje so le sanje (Life is but a dream)) pa je lahko znak verskega vpliva. Zadnja vrstica se poje tudi kot življenje so kot sanje (Life is like a dream), da bi zvenele manj metaforično, posledično sprejemljivejše za otroško uho.

## Dodatna besedila k pesmi
Row, row, row the boat
Gently down the stream
If you see a crocodile
Don't forget to scream
Row, row, row the boat
Gently down the river
If you see a polar bear
Don't forget to shiver
Row, row, row the boat
Gently to the shore
If you see a lion
Don't forget to roar
Row, row, row the boat
Gently in the bath
If you see a spider
Don't forget to laugh
Row, row, row the boat
Gently as can be
'Cause if you're not careful
You'll fall into the sea!
Rock, rock, rock the boat
Gently to and fro
If you do it hard enough
Into the water you go

## Alternativne različice besedil
Obstaja veliko alternativ, večina manj sprejemljivih.
- Znana različica med ameriškimi in britanskimi šolarji je:

Row, row, row the boat
Gently down the stream
Throw your teachers overboard
And listen to them scream!
- Druga različica je:

Row, row, row your boat,
Gently down the stream.
Ha! Ha! Fool'd ya!
I'm a submarine.
- Mr. Rogers različica:

Propel, propel, propel your craft,
Softly down the liquid solution.
Ecstatically, ecstatically, ecstatically, ecstatically,
Existence is but an illusion.
- Najstniška različica:

Roll, roll, roll a joint,
Twist it at the end.
Light it up and take a puff
And pass it to your friends!
- Don Music iz oddaje Sesame Street je izvajal pesem s tem besedilom:

Drive, drive, drive your car,
Gently down the street.
Merrily, merrily, merrily, merrily,
Life is but a treat.

## Aktualizacija
- Pojavi se v začetku filma Zvezdne steze 5: Končna meja
- Pojavi se v filmu Večno sonce brezmadežnega uma.
- Pojavi se v prvem filmu Bean
- Omenjena je v filmu Zaporedje nesrečnih dogodkov
- Del melodije se pojavi v filmu Hekerji
- V Adventures of Sonic the Hedgehog, epizodi "Robolympics", Sonic zapoje svojo različico pesmi
- V seriji Zvezdna vrata, epizodi Urgo vsi člani ekipe SG-1 zapojejo pesem
- Pojavi se v filmu Dantejev vrh
- Pojavi se v risani seriji Simpsonovi, v epizodi The Wettest Stories Ever Told
- Besedila citira glasbena skupina Tool, v pesmi Third Eye.
- Pojavi se v TV-seriji Beg iz zapora.